# (17941) Horbatt
(17941) Horbatt est un astéroïde de la ceinture principale.

## Description
(17941) Horbatt est un astéroïde de la ceinture principale. Il fut découvert le 6 mai 1999 à l'observatoire Goodricke-Pigott par Roy A. Tucker. Il présente une orbite caractérisée par un demi-grand axe de 2,17 UA, une excentricité de 0,16 et une inclinaison de 20,3° par rapport à l'écliptique.

## Compléments